# Gift (bog)
 For alternative betydninger, se Gift (flertydig). (Se også artikler, som begynder med Gift)
Gift er en erindringsbog af den danske forfatter Tove Ditlevsen fra 1971, hvori hun beskriver sine 3 første ægteskaber og hendes affære med Piet Hein.
Hendes ægtemænd var:
- Viggo F. Møller 1940-1942
- Ebbe Munk 1942-1945
- Carl T. Ryberg 1945-1950
- Victor Andreasen 1951-1973

Bogen er baseret på hendes egne erindringer, og vi præsenteres for virkelige mennesker.
Læseren præsenteres for Tove Ditlevsens tanker og for personer, som har spillet væsentlige roller i hendes liv og udvikling. Hun kæmper med at håndtere sine følelser og hårde perioder i løbet af sine ægteskaber. Det er en rå og autentisk roman med afsæt i Ditlevsens eget liv.

## Resume

### Første del
Kapitel 1: Tove Ditlevsen er gift med Viggo F, som er en gammel og anerkendt forfatter.  Hun er i gang med at skrive sin første roman, men hun er bange for at udgive den. Hun bliver lykkelig, når hun skriver, men hun synes, at det er pinligt og skamfuldt at udgive. Ægteskabet med Viggo F er mangelfuldt, da det ikke er kærlighed, og Viggo F vil ikke have børn. Hun keder sig og er ikke i godt selskab med Viggo F’s ældre venner. Derfor skriver hun ud til en gruppe unge forfattere om de skal mødes i en bogklub.
Kapitel 2: Tove bliver en del af en bogklubben unge kunstneres klub. Den består af 10 til 12 mennesker, heraf kun to kvinder udover Tove. Begge kvinder var smukke, alvorlige, mørkhåret, sortøjede og fra velhavende hjem. Tove lyttede aldrig efter i bogklubben, men sagde altid den samme sætning til klubmøderne, “Jeg vil gerne have lov til at takke for det udmærket foredrag. Det var meget venligt af dem at komme.”. Piet Hein er forelsket i Tove, men Tove ved først ikke, hvad hun skal stille op med Piet, fordi han hastigt foreslår at blive gift og få børn med Tove. Hun mødes dog alligevel med Piet Hein, hvor han siger, at han kan forsørge hende, hvis hun blev skilt fra Viggo F. Tove begynder at besøge Piet Hein jævnligt, hvilke Viggo F ikke har kendskab, til fordi Tove finder på løgne for hver besøg. Viggo F laver et væddemål med sine venner om, hvor lang tid deres forhold varer, hvilke Tove ikke bryder sig om. Da Tove kommer hjem får hun tilsendt et kærlighedsbrev fra Piet. Tove ved ikke, hvad hun skal stille op med de to mænd i hendes liv og ringer til Viggo F. Hun tør dog ikke fortælle Viggo, hvad der bekymrer hende. Tove distraherer sig selv ved at sætte sig ved skrivemaskinen, og påbegynder en ny roman og får derved straks tankerne flyttet til noget andet.
Kapitel 3: Viggo F finder romanen, som Tove har skrevet, og han er meget vild med den. De prøver at sende den til Gyldendal. Hun har stadig planer om at blive skilt for at kunne være sammen med Piet Hein. Hun kan ikke holde ud at være sammen med Viggo F, men hun tør ikke at nævne det, da hun er meget konfliktsky. Hun opfører sig underligt overfor ham, fordi hun tynges af sin affære. Viggo F foreslår at snakke med psykiaten Geert Jørgensen. Jørgensen hører om hendes problem med de to mænd, og foreslår Tove at flytte ind på en kuranstalt  for at beslutte, hvad hun skal gøre. Veninden Nadja advarer Tove om Piet Heins tendenser til at finde nye damer, men Tove ignorerer  det. Mens Tove bor på pensionatet opdager Viggo F, at Tove har en affære med Piet Hein.
Kapitel 4: Piet Hein besøger Tove hver dag, bringer blomster og chokolade til hende og fortæller hende, at han har fundet et pensionat til dem. Tove modtager et brev fra Viggo F, hvor der står, at hendes bog er blevet antaget af et  forlagt. Overlægen Geert Jørgensen siger, at hun ikke bør lade sig skille fra Viggo F, fordi Tove vil fortryde det med Piet Hein. En anden forfatterinde, Ester, skriver et brev til Tove, hvor hun spørger, om hun må agere formand i foreningen af unge forfattere under Toves fravær.
Tove og Piet Hein er omsider flyttet ind på et pensionat på Åboulevarden sammen. For sit forskud har hun købt en skrivemaskine og er begyndt at skrive digte igen. Tove ved ikke,  om hun er forelsket i Piet, men han er interessant.
Piet Hein fortæller dog, at han forleden har truffet en ny kvinde, som han er blevet forelsket i. Den nye kvinde har  inviteret ham over på sin families herregård i Jylland. Piet forsvinder hurtigt ud af døren igen, og Tove bryder ud i gråd. Hun indser, at hun er forelsket i ham.
Veninden Nadja kommer på besøg, og de snakker om, at Piet har behandlet dem begge to identisk. Hun viser Nadja breve, som han har sendt til hende. Brevene er ord for ord identiske. Tove konstaterer, at hun ikke har råd til at blive boende, og Nadja foreslår hende at sælge sine digte. Dagen efter sælger hun tre digte til Politiken. Derefter tager det fart med salget.
Tove snakker med Ester, som fortæller, at Viggo F savner hende, og at hun snakker med ham hver dag. Nadja foreslår, at de tager til fest, hvor hun vil introducere Tove til en mand, der hedder Ebbe.
Kapitel 5: Nadja og Tove cykler ud til sydhavnen for at deltage i et sold (en fest) med en gruppe unge. Soldet holdes hos Ole og Lise. Her spiser de smørrebrød med Ramona på (gulerodspålæg man spiste på grund af 2.verdenskrig) og drikker pullimut (spiritus af dårlig kvalitet). Der bliver sunget og holdt taler, mens stemningen er høj. Grammofonen går i gang, og Ole går over for at hente Ebbe, som ligger syg med feber, så Tove kan møde ham. Ebbe er klikens midtpunkt og byder hende velkommen i kredsen, hvorefter de danser natten lang. Ebbe foreslår, at de to går ind og lægger sig. De har sex, og Tove føler sig lykkelig og forelsket for første gang. Tove begynder at befinde sig oftere ude ved Ole og Lise, samtidig med at hun oftere ser Ebbe. Nadja advarer Tove mod Ebbe, da han er en hjerteknuser. Tove lytter ikke, og mens hun ser Ebbe, udgiver hun sin første roman, som får stor ros i Politikken. Tove får ikke menstruation og finder ud af, at hun er gravid med Ebbes barn, hvorefter hun skriver et brev om skilsmisse til Viggo F.
Kapitel 6: Tove og Ebbe har fået et midlertidligt værelse hos Ebbes mor. Da Tove bliver gravid, vælger parret at blive gift. Dette sker efter en lang kamp, hvor Tove har kæmpet med Viggo F om at blive skilt. Efter vielsen får de deres egen lejlighed i “musikbyen”.
Ebbe bruger det meste af sin tid på Prisdirektoratet (myndighed, der kontrollerede priser og handelsaftaler), hvor han arbejder, mens Tove skriver på sin kommende roman. Ebbe er forundret over at skulle være far og at have en berømt kone.
Derudover er Ebbe ofte til sold hos Lise og Ole og kommer sent hjem fuld. Tove er nervøs for at føde sit barn. Hun er bange for, at barnet er født med en fødselsdefekt. Til sidst i kapitlet går vandet, og Tove gennemgår en hård fødsel på 24 timer, hvorefter Ebbe lidt kejtet kommer ind med en buket blomster.
Efter fødslen undrer Ebbe sig over, hvorfor Tove er så glad for endelig at være “normal”. Han mener, at det er en kendsgerning, at Tove aldrig bliver normal.
Kapitel 7: Efter Tove og Ebbe har fået deres datter, har Tove mistet lysten til at have sex  med Ebbe, og Ebbe tror, at det er hans fejl. Parret bliver uvenner, fordi Tove nævner en hr. Mulvad i “Barndommens gade”. Hr. Mulvad er nærmest en nøjagtig gengivelse af Ebbe.
Parret er ved at komme langt fra hinanden, og Ebbe føler sig underlegen i forhold til Tove. De forenes dog igen og bliver enige om, at de stadig er forelskede og vil blive gamle sammen.
Kapitel 8: Toves ven Ester har fået tilbudt at låne en venindes sommerhus og spørger, om Tove vil flytte med. Tove tøver, men flytter ud i sommerhuset, da Ebbe siger, at det ville være sundt for deres forhold at få tid væk fra hinanden.
Tove har det godt med Ester i sommerhuset, hvor hun ser sin datter vokse og få sin første tand. Selvom Tove har det godt, tænker hun på, at hun og Ester bør flytte fra hinanden igen og hjem til hver sin mand.
Hun kommer tilbage til Ebbe, som har forandret sig siden, men de er begge enige om, at de ikke skal skilles. Tove savner dog Ester.
Kapitel 9: Toves nye bog udkommer i efteråret og bliver taget godt imod i alle anmeldelser undtagen avisen “Social-Demokraten”. Tove bliver nervøs for, at hun er gravid. Derfor tager hun til lægen, hvor hun får det bekræftet, og at hun er i 2. måned. Tove ønsker en abort, men det vil lægen ikke hjælpe med. Da abort er ulovligt, og det ikke er til at finde en måde, hvorpå hun kan få fosteret fjernet, bliver Tove desperat. Hun får adressen på en læge, der før har udført aborter af en veninde. Lægen vil ikke udføre aborten, men sender hende videre, da han har læst Toves sidste bog. Til sidst ender hun med at finde en læge, der vil udføre aborten for 300 kr. 
Kapitel 10: Tove tager sporvognen ud til Laurtizen, lægen, som vil udføre aborten. Da hun er derude bliver det hurtigt overstået, hvorefter hun får besked på at vente på blod. Senere ,da hun kommer hjem, har hun utrolig høj feber. Hun lader sig indlægge dagen efter, men hun får besked på ikke at sige noget om aborten. På klinikken møder hun Tutti, der er sammen med Morten Nielsen, fra Forfatterklubben. Ebbe kommer ind med 20 kinin-piller fra Nadja, som Tove skal spise i nødstilfælde. Da der stadig ikke er kommet blod, vælger Tove at spise pillerne. Hun føler en panik, da hun har svært ved at høre, hvad Tutti siger. Tutti trøster Tove, og da der stadig ikke er kommet blod, lægger Tutti sine brugte bind i Toves spand. Dagen efter kommer sygeplejersken ind og vurderer på baggrund af blodet, at barnet ikke er til at redde. Tove får en udskrabning op ad formiddagen, som går planmæssigt.
Ebbe kommer efterfølgende ind med Helle, og Tove kommer til at tænke på, at det kunne være Helle, der var blevet en abort.

Det er jul, og julenat skriver Tove et digt, der referer til aborten: 

Til dig der søgte ly hos en
der var for angst og svag,
nynner jeg en vuggesang
imellem nat og dag

Kapitel 11: Der er gået noget tid, og Ebbe er begyndt at passe sine studier igen og lægger ikke meget interesse i hendes bog. Ebbe læser mange digte, og det går godt mellem dem. En dag kommer veninden Tutti løbende og fortæller, at hendes mand Morten (Morten Nielsen) er blevet dræbt af et vådeskud. Han blev kun 22 år. Det gør Tove nervøs for Ebbes fremtid fordi han er frihedskæmper. Ole har fået tuberkulose. Alle veninderne bliver skilt fra deres mænd. Tove har svært ved at leve i øjeblikket. Hun tænker meget på barnet, som hun har aborteret. Det bliver maj, og besættelsen er slut, med den føler hun, at hendes ungdom er slut. Ole holder tuberkalbal (fest), hvor Ebbe ikke er inviteret, fordi der er for mange mænd. Tove bliver fuld og overmodig, og hun møder forstanderens søn Carl, som er læge. Hun kysser ham og ender med at have ubeskyttet sex med ham, selvom hun egentlig ikke er tiltrukket af ham.
Kapitel 12: Tove er igen gravid og er i tvivl om, hvem der er far til barnet. Det kan nemlig enten være Carl, som hun finder noget så rædselsfuld eller hendes mand Ebbe.
Hun vil tage kontakt til Carl, da han er lægestuderende og derfor har ressourcerne til at give hende en abort. Carl kommer hende i forkøbet, han ønsker at se hende igen. De mødes på biokemisk institut, hvor Carl arbejder, og Tove fortæller ham, at hun er gravid og ikke ønsker barnet. Da Carl gerne vil hjælpe hende med aborten, aftaler de at mødes igen dagen efter, hvor hun bliver forsikret om, at han kan give hende en sprøjte mod smerten. Han fortæller hende desuden, at han er forelsket i hende og ønsker, at hun skal gifte sig med ham. Desuden fortæller han hende, at han er en smule sindssyg.
Efter aftale mødes Tove med Carl for at få foretaget aborten. Hun fortæller Ebbe, at hun skal mødes med en veninde. Carl giver hende en indsprøjtning af Pethidin, og hun føler en salighed og lykke som aldrig før. Da hun vågner får hun, i sin lykkerus, fortalt Carl, at hun også er forelsket i ham og ønsker at blive gift. Hun forsikrer sig samtidig, at hun kan få lov at få en sprøjte igen, når de ses, og hun beslutter sig for aldrig at give slip på den mand, der kan skaffe hende Pethidin. Her er en form for point of no return for Tove.

### Anden del
Kapitel 1: Tove tænker tilbage på Ebbe og prøver at genkalde sig hans træk, men hun ser ham altid, som han så ud den dag, hvor hun fortæller ham, at der er en anden. Den dag spørger han hende, om hun vil skilles. Hun svarer, at hun ikke ved det. Hun foreslår, at hun og Helle kan flytte væk. Han spørger, hvem der er hendes nye mand. Tove svarer, at han er læge, og at hun traf ham ved tubberkelballet.
Tove og Ebbe går i seng, og de har sex for sidste gang. Han mærker, at Tove er fjern. Ebbe mener, at han, hvis han havde udtrykt sin kærlighed tydeligere, ville de aldrig være blevet skilt.
Tove foreslår, at Ebbe lærer Carl at kende. Han svarer, at han aldrig vil se den mand for sine øjne. Han vil kun se Tove og deres datter Helle. Tove vil gerne fortælle Ebbe om sin afhængighed af medicinen, men gør det ikke. Tove og Helle flytter ud i et pensionat i Charlottenlund, som Carl har fundet.
Pensionatet er primært for ældre, enlige damer. Da Tove begynder at skrive på sin skrivemaskine, kommer hele pensionatet i oprør pga. larmen. Derfor aftales det, at hun ikke skal bruge skrivemaskinen mellem klokken et og tre om eftermiddagen, hvor de ældre hviler sig. Der er altid en af de ældre, som kan passe på Helle, mens Tove er sammen med Carl om aftenen. Tove iagttager Carl, mens han arbejder. De første tre gange hun besøger ham, giver han hende indsprøjtninger og lader hende ligge stille uden at forstyrre hende. Når Ebbe besøger Tove og Helle, er han altid fuld. Helle savner sin far og kan ikke lide Carl.
Tove har mistet lysten til at skrive og finder på undskyldninger for at kunne få flere indsprøjtninger af Pethidin. Hun lader bl.a. som om, hun har ondt i øret. Når virkningen er højst, går Carl i seng med hende, men hun kan ikke mærke det. Hendes venner forstår ikke,  hvorfor hun er forelsket i ham. Tove vil gerne giftes med Carl og have barn med ham. Dette i håbet om at knytte ham mere til sig. Dermed kan hun få flere indsprøjtninger.
Kapitel 2: Tove flytter tilbage til lejligheden sammen med Helle og Carl, mens Ebbe flytter hjem til sin mor igen. Carl er voldsomt jaloux på alle Toves venner, hvilket leder til, at de i stort set isolerer sig selv. Vennerne er ikke begejstrede for Carl. Heller ikke Helle kan lide Carl. Når Toves omgangskreds spørger ind til hende og Carl, bliver det hurtigt lukket ned med svar som “Carl arbejder yderst hårdt”, og at det er de andre der var problemet. Tove bliver spurgt, om hun vil med til gilde, men det synes Carl er en dårlig ide, og han spørger, om hun vil have en indsprøjtning i stedet, hvilket hun næsten skræmmende glad siger ja til. Morgenen efter er for Tove så elendig, at hun ikke kan være i sig selv. Selv Helle skubber hende væk. Tove går til ørelægen to gange om ugen for at få kigget på sit øre, som hun så ofte siger gør ondt for at få endnu en sprøjte Pethidin af Carl. Tove bliver advaret om, at Carl tidligere har haft en psykose, og at hun bør passe på. Som modsvar siger hun, at hun måske er gravid og ignorerer denne advarsel. Carl fokuserer i højere grad på Tove og forsømmer sit arbejde. Hun fortsætter løgnen med ørepinen, hvilket fører til, at hun måske skal opereres, men ørelægen Falbe Hansen vil ikke operere.
Kapitel 3: Ørelægen, Falbe Hansen, ville ikke operere på Tove Ditlevsen, da røntgenbillederne ser fine ud. Carl forsøger at berolige hende og siger, at de nok skal finde en anden læge. Carl begynder at udskrive et nyt smertestillende stof, der hedder Butalgin. Han laver en falsk recept på stoffet, og Tove bliver inspireret.
Carl bekræfter flere gange, at hun ikke er en rigtig narkoman. Lise besøger Tove igen, selv om de tidligere havde en konflikt, og de begynder at snakke som i gamle dage. Lises mand, Ole, har psykiske problemer. Lise er bekymret for Toves øre, fordi hun ved man kan blive døv af operationen. Carl får at vide, at han skal have et barn med en pige i Skelskør, som Tove går med til at adoptere, hvis de får en husassistent til at hjælpe med børnene. Husassistenten hedder Jabbe. Ebbe ringer til Tove, når han er fuld, og Tove behøver kun at nævne sin eksmand Ebbe, for at Carl giver hende en sprøjte.
Tove og Ebbe laver en ordning, så han kan se sine børn uden at se Tove. Så føder Tove sønnen Michael. Derefter flytter Tove og Carl ud i et stort hus, og de er lykkelige. Carl afviser at skrive en ny recept til Tove, så hun forfalsker selv en. De bor i huset i 5 år, og hun er narkoman det meste af tiden.
Kapitel 4: Tove tager regelmæssigt butalgin og får indsprøjtninger af Carl, hvilket gør, hun ikke kan skrive. Hun opdager, at hun ikke kan snakke med sin mand mere, da de ikke har noget til fælles. Ester og Halfdan besøger Tove og er bekymret, da hun aldrig er sammen med sine venner mere. Tove siger for første gang nej til sprøjten, da hun vil til en middag med P.E.N. Club, hvilket bekymrer Carl. Tove oplever velvære og glæde til middagen, indtil Carl uønsket bryder ind for at hente hende hjem. Hun lyver igen om smerten i øret, og Carl finder en ny læge, som går med til at operere. Tove oplever for første gang rigtig frygtelig smerte og er blev døv på øret. På hospitalet får Tove ikke den ønskede mængde medicin, så hun flygter hjem for at få stærkere medicin af Carl, som bliver hjemme for at give hende den. Tove har ikke set sine børn længe, og de kender ikke hinanden mere. I sin medicinrus tager hun en beslutning om at ringe til Geert Jørgensen, hvis alt går galt.
Kapitel 5: Når Tove får sprøjten, føler hun, at tiden holder op med at eksistere. Nogle gange kan hun ikke mærke sprøjten og siger ofte, at der er for lidt i den. Han siger, at hun skal holde lidt tilbage for ikke at blive syg, og hun svarer, at hun bliver syg, hvis hun holder op. Tove kan nu kun ligge i sengen og kan kun gå på toilettet, når hun får hjælp. Hendes gardiner er altid trukket for, fordi hun ikke kan lide, hvordan lyset skærer i hendes øjne. Derfor er der ingen forskel på nat og dag. Når telefonen ringer, tager Carl den og må sige, at Tove ikke kan tage den. Hun har ikke appetit. Når hun spiser, brækker hun det op igen. Hun spørger, om hun er ved at blive en rigtig narkoman, og Carl svarer, at det er hun. Hun ved, at hun er døende, og at hun skal ringe til Geert Jørgensen, men hvis hun gør det, er det forbi med sprøjterne. Derfor gør hun det ikke. Lise spørger hvad hun fejler, og Tove svarer, at det er en blodsygdom. Det har Carl sagt, at hun skal fortælle. Carl fortæller hende, at hun snart skal stoppe for sine børns skyld. Hun siger, at hun ikke kan leve uden Pethidin. Carl låser sig inde på sit værelse, og han beder Jabbe om ikke at lukke Toves veninder ind i huset. Tove beder Jabbe om at finde nummeret til Geert Jørgensen. Hun ringer til ham og fortæller ham, at hun er ved at dø. Han beder om at tale med Carl. Hun hører Carl råbe. Dagen efter tager Carl ind til Geert, og da han kommer hjem, fortæller han Tove, at hun skal indlægges til afvænning, så snart der er plads på Oringe. Tove bliver fragtet til afvænning i ambulance, og Carl hvisker til hende, at han aldrig rigtig var sikker på hendes ørepine. Det er den sidste sætning, hun hører fra ham.
Kapitel 6: Tove er kommet på afvænning. Hun får stadig få sprøjter.
Det er en meget ubehagelig tid for Tove både fysisk og psykisk. Overlægen fortæller, at Carl er blevet indlagt med en psykose, så Jabbe passer børnene derhjemme. I denne tid bliver hun mere klar i hovedet. Hun ser sit hærgede ansigt for første gang, hvilket er svært for hende. Derfor begynder hun at spise igen og få det bedre. Hun føler sig lykkelig igen, da hun modtager insulin.
Nu starter snart på hendes stabiliseringsproces, hvilket er den sværeste. Hun må ikke se Carl igen. Hun får at vide, at narkomaner sjældent virkelig bliver raske igen. Hun er mere rask og får lov til at gå ud for at købe en vinterfrakke, men på turen bliver hun fanget af et apoteksvindue og tænker på, hvor nemt det er at få fat på Butalgin. Hun ender ikke med at gøre noget. Da hun er hjemme skriver hun til Ebbe, men Ebbe har fundet en ny og er kommet videre.
Kapitel 7: Tove vender hjem fra Oringe. Hendes børn har fået en særlig tilknytning til barnepigen Jabbe, og hendes to yngste børn har svært ved at genkende hende. Helle, hendes ældste datter, står hende dog stadig nær, og hun fortæller, at Ebbe er blevet gift med en digter.
Dagene går, og Tove føler sig trist og alene og har endnu ikke opsøgt sine venner og familie. En dag vågner hun særlig trist op og ser pludseligt apotekervinduet i Vordingborg for sig. Det får hende til igen at tænke på Butalgin. Hun vælger derfor at skrive en falsk recept i Carls navn og henter ny medicin. Først tager hun blot to tabletter og låser resten ind i jalousiskabet. Senere føler hun en trang til mere, men glemmer hvor hun har gemt nøglen til jalousiskabet og føler pludselig en følelse af panik. Tove får derfor en låsesmed til at dirke låsen op og tager efterfølgende fire tabletter. En nat mens hun sover, bliver hun vækket af, at Arne ringer hende op. Han og hans ven Victor er småfulde og vil gerne komme forbi og besøge hende, men Tove foreslår, at de rykker det til dagen efter. Dagen efter tager Tove igen fire tabletter, inden Arne og Victor kommer på besøg. Mellem Tove og Victor var det kærlighed ved første øjekast, og Victor fortæller hende, at han elsker hende og hendes digte. Tove og Victor tilbringer natten sammen, hvor de snakker om deres livshistorier.
Kapitel 8: Victor og Tove er hele tiden sammen og har det godt med hinanden. Victor bliver skilt fra sin kone og flytter ind sammen med Tove. Carl og Toves skilsmisse bliver også en realitet. Carl vil have huset solgt, og Victor siger, de bare finder et andet sted at bo. Men Tove begynder at få abstinenser igen og begynder igen at tage Butalgin. Langsomt tager det overhånd, og på en dagstur med Victor vil hun hjem, fordi hun mangler sine piller. Tove indrømmer, at hun tager piller, og Victor kalder hende narkoman. Hun lover Victor at trappe ned, fordi hun har nok i ham Borberg snakker med Victor og forklarer, hvad narkomani er. Han siger, at Victor skal holde øje med hende. Victor truer med at forlade Tove, hvis hun ikke stopper. De sælger huset og flytter i lejlighed på Frederiksberg. Helle bliver syg, og en natlæge besøger dem. Natlægens besøg vækker Toves længsel efter Pethidin, og hun begynder at udnytte natlæger for at få stoffer. Dette opdager Victor og truer igen med at forlade hende. De ringer til Borberg og beslutter at flytte væk fra København, hvor det er sværere at få fat i stoffer. Victor hjælper Tove ved at ringe til alle lægerne i byen for at bede dem om ikke igen at give hende stoffer. Tove begynder igen at skrive, men længslen efter stoffer forsvinder aldrig.

## Analyse

### Baggrund
Tove Ditlevsen er en dansk forfatter, der er født den 14. december 1917. Hun vokser op på Vesterbro i København blandt arbejderklassen. Hun lever et hårdt liv med blandt andet skiftende ægteskaber, uønsket svangerskab og misbrug. Tove Ditlevsen dør den 7. marts 1976 af en overdosis af sovepiller efter flere selvmordsforsøg i løbet af sit liv.
Tove Ditlevsens udgivelser rammer et bredt publikum. Hun skriver blandt andet digte, romaner og noveller, der er letforståelige og dermed henvender sig til læsere med vidt forskellige uddannelsesbaggrunde.
Tove Ditlevsen er som person en markant og anerkendt personlighed i den danske litteratur i sin samtid. Dog bliver hun også kritiseret for sit forfatterskab på grund hendes skrivestil, der ikke passer med tidens modernisme. I nutiden indtager Tove Ditlevsen fortsat en plads i den danske litteratur og det danske kulturliv, hvor mange nutidige forfattere bruger hende som inspiration til egne forfatterskaber fx Dy Plambeck og Olga Ravn, der begge optræder med for- og efterord i genudgivelser af Tove Ditlevsens bøger. 

### Genre
”Gift” fremstår tydeligt som en selvbiografisk roman, fordi det er Tove Ditlevsens egen livshistorie gennem en årrække skrevet af hende selv. Læseren kommer tæt på hendes personlige liv på godt og ondt. Beskrivelserne i romanen er detaljerede og virkelighedstro, hvilket giver læseren et tæt indblik i Tove Ditlevsens personlige liv samt en forståelse for hendes tilværelse. Tove Ditlevsen skåner ikke sig selv i romanen, men udleverer intime detaljer om sit sexliv, sin narkomani og den måde, hun svigter sine børn.

### Personer
| Personer  | |
| --------- | --- |
| Carl      | Carl er en 27-årig lægestuderende, som engang har været indlagt på psykiatrisk afdeling. Han har været indlagt i 3 måneder grundet en psykose, men det er skjult for Tove i starten af deres forhold. Han sig dog, at han er “en lille smule sindssyg”. Tove udnytter, at Carl kan skaffe hende den medicin, hun længes efter. Carl giver hende dagligt injektioner med Pethidin. Carl er meget optaget af Tove og har forsømmer sit arbejde for at studere Toves såkaldte øresygdom. Han virker psykisk syg og nyder bl.a. at have sex med Tove, mens hun er stofpåvirket i en grad, så hun hverken kan bevæge sig eller svare ham. |
| Viggo F.  | Viggo F. er Toves første mand. Han er 30 år ældre end Tove, og han virker fraværende. Han vil ikke have en seksuel relation med Tove, da han sover bedst alene, og når de drikker kaffe, og han læser avis, skal hun ikke snakke til ham. Viggo F. er i det hele taget distanceret og indtager en forældrerolle i forhold til Tove. Han koncentrerer sig om sit arbejde som redaktør og forfatter. Han er feteret af en lang række yngre forfattere. |
| Victor    | Victor er den sidste mand i bogen, Tove gifter sig med. Han er charmerende og sjov og viser omsorg for Tove. Han kæmper med Toves narkomani. Det virker, som om de to faktisk elsker hinanden på en ligeværdig måde, men narkomanien forgifter forholdet. |
| Piet Hein | Piet Hein var en del af Forfatterklubben, som Tove starter i begyndelsen af romanen. Han er tilsyneladende forelsket i Tove, og de går lange ture på vej hjem fra Forfatterklubben. Tove ender med at gengælde forelskelsen, og de danner par. Piet er grunden til, at Tove bliver skilt fra Viggo, men Piet Hein viser sig at være en casanova, som går fra kvinde til kvinde. Han sender dem endda enslydende breve. |
| Ebbe      | Ebbe er den anden mand, Tove gifter sig med. De mødes til en fest. Han virker interessant og er midtpunkt til fester. Det viser sig dog hurtigt, at Ebbe har en svag karakter og er forsumpet. Tove bliver gravid med Ebbe og ender med at få et barn (Helle). Deres ægteskab er præget af konflikter og utilfredshed, og Ebbe viser sig at være en svær person at forstå og leve sammen med. Ebbe er meget fattig og drikker meget, hvorimod Tove er rig og berømt. Det har Ebbe svært ved at leve med, hvilket nok er typisk for tiden.                                                                                            |

### Samtiden
“Gift” er udgivet i 1971. I denne periode var stoffer for alvor blevet udbredt i Danmark, hvor mange danskere døde af stofmisbrug hvert år. Se fx dokumentaren “Kære Tove” (6:6), DR, 2020.
Tove Ditlevsen kan ikke finde den form for lykke, hun søger gennem kærligheden. Derfor bliver hun tiltrukket af stoffernes virkning på kroppen. Ved hjælp af stofferne finder hun den ultimative lykke. Desværre er den form for ultimativ livslykke med til at ødelægge hele hendes liv. Igennem tiden blev hun forelsket i stofferne i stedet for sin mand, og hun kan efterhånden, som hun bliver mere og mere ødelagt af stofferne se hendes liv falde fra hinanden.
Ser man dokumentaren “Kære Tove” (6:6), DR, 2020, vil man se, at man i samtiden oplever samme nedtur.

### Sproget
Sproget er let forståeligt og hverdagsagtigt. Sprogbrugen henvender sig til individer med forskellige uddannelsesbaggrunde. Ordforrådet er varieret og bredt. Tove Ditlevsen anvender forskellige ord i forskellige sværhedsgrader, hvilket skaber et flydende sprog.
Eksempler på lette anvendte ord, der samtidig bidrager til et følelsesmæssigt og levende sprog, som læseren kan identificere sig med. ”Frygt”, ”galt”, ”angst”, ”græde”, ”krop”, ”stille”, ”sød” og ”smiler”.
Eksempler på svære anvendte ord, der samtidig bidrager til et følelsesmæssigt og levende sprog, som læseren kan identificere sig med. ”Medlidenhed”, ”ernæringsspørgsmål”, ”ammefrigiditet”, ”lægedyssé”, ”usoigneret” og ”katedral”.

### Tema
Der optræder mange temaer i "Gift" af Tove Ditlevsen. Nogle af de vigtigste temaer i bogen er:
| Tema                  | Forklaring |
| --------------------- | --- |
| Opvækst og familie    | Bogen handler om Tove Ditlevsens opvækst og hendes forhold til sin familie. Hun fortæller om de udfordringer, hun møder i sin opvækst, og om hvordan hendes familie har påvirket hende og hendes liv. |
| Køn og ligestilling   | Tove Ditlevsen vokser op i en tid, hvor kvinder har færre muligheder end mænd, og bogen handler derfor også om kvinders vilkår og om ligestilling mellem kønnene. Tove Ditlevsen fortæller om de udfordringer, hun møder som kvinde i et patriarkalsk samfund, og om hvordan hun kæmper for at finde sin egen identitet. |
| Kærlighed og ægteskab | Tove Ditlevsen fortæller om sine kærlighedsforhold og ægteskaber i bogen, og bogen handler derfor også om kærlighed og om de udfordringer, man kan møde i et parforhold. |
| Misbrug og død        | Bogen handler også om Tove Ditlevsens misbrugsproblematik og om de negative konsekvenser, den har for hende. Derudover omtaler bogen også Tove Ditlevsens tanker om døden og hendes selvmord. |
| Kunst og litteratur   | Tove Ditlevsen begynder at skrive digte i ung alder, og bogen handler derfor også om hendes interesse for poesi og litteratur. Hun fortæller om hendes kunstneriske udvikling og om hvordan hendes karriere som forfatter tager fart.                                                                                    |
| Fattigdom             | Tove vokser op i et fattigt kvarter i København, hvor hun og hendes familie har det svært økonomisk. Fattigdommen påvirker Tove og hendes familie på mange måder og fører bl.a. til, at Toves far drikker for at dulme sine følelser.                                                                                    |
| Ensomhed              | Tove føler sig ofte ensom, da hun ikke har mange venner og hendes mor ikke har tid til hende. Ensomheden fører Tove til at søge trøst i alkohol og hash, men det bringer kun midlertidig lindring. |
| Alkoholisme           | Tove og hendes familie døjer med alkoholisme gennem hele romanen. Tove begynder selv at drikke som teenager, og hendes far og mor drikker også for at dulme deres følelser. Alkoholismen påvirker Tove og hendes familie negativt og fører til vold og ulykke.                                                           |
| Vold                  | Tove bliver voldtaget af sin mand, Carl, efter deres bryllup, og volden præger hendes liv i mange år. Romanen viser Toves kamp for at slippe fri af volden og finde en måde at håndtere sine følelser på, der ikke involverer vold.                                                                                      |

### Modtagelse
Gift har været listen over årets bedste bøger i The New York Times under samlebetegnelsen “The Copenhagen Trilogy” i 2021. Dette skete efter fornyet interesse for hendes litterære værker, som af denne grund blev genudgivet og bl.a. oversat.